# 瓜亚斯省
瓜亞斯省（西班牙語：Provincia del Guayas），是厄瓜多爾中部的一個省，包括瓜亞基爾灣上的普納島，瓜亞斯河與其支流道萊河流經。面積20,503平方公里，2001年人口3,070,145人。首府瓜亞基爾，是該國最大的城市。
1824年6月20日建省。下分二十五市。
1. ↑  Citypopulation.de Population and area of Guayas Province
2. ↑  Villalba, Juan. . Scribd.   [2019-02-05] （西班牙语）.